# 善射者

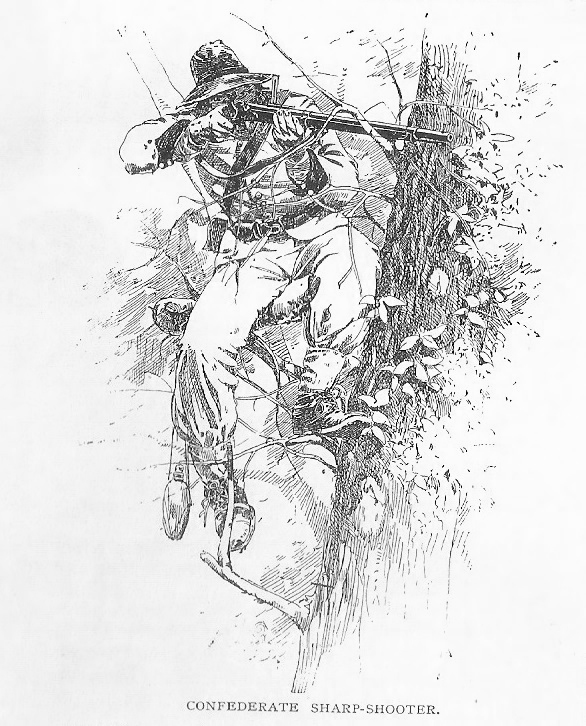
邦聯軍的善射者

善射者或神射手（依射击使用器械的不同，也可称神枪手、神箭手等），有時照語意也只稱射手，是指一個人有優秀的射擊技術。其對應的英語有Sharpshooter或Marksman。
在英語的日常用語上，Sharpshooter或Marksman是近義詞。但若指現行美軍射擊術等級，「Expert」射擊術最好，譯為「特等射手」；「Sharpshooter」次之，譯為「一等射手」；「Marksman」再次之，譯為「二等射手」；低於二等射手的為不合格。